# Осло
Осло (норв. Oslo) главни је град Норвешке. Истовремено то је и највећи град државе, у чијем метрополитенском подручју живи око 1/4 становништва Норвешке. Град је такође једини самостални град-округ у држави, а врши и улогу управног седишта округа Акерсхус, који окружује Осло и обухвата његова предграђа. Осло је културно, научно и управно средиште Норвешке. Град је такође важно средиште трговине, банкарства, индустрије и поморства Норвешке и Европе. Осло је и један од градова са највишим квалитетом живота у целом свету, али је истовремено и један од најскупљих светских градова. Био је рангиран као број један по квалитету живота међу великим европским градовима у извештају часописа fDi о европским градовима будућности за 2012. годину. Истраживање које је спровела ЕЦА Интернатионал 2011. поставило је Осло као други најскупљи град на свету по животним трошковима после Токија.
По званичним проценама из 2011. године у Ослу живи 698 660, а са предграђима 1 019 513 становника. Град се простире на површини од 454 km².Општина Осло је имала 702.543 становника 2022. године, док је већа урбана област града имала 1.064.235 становника 2022. године, а градско подручје је процењено на 1.546.706 становника 2021. године.
Популација Осла је расла рекордним стопама током раних 2000-их, што га је чинило најбрже растућим великим градом у Европи у то време. До 2010. године имигрантска популација у граду је расла нешто брже од норвешког становништва, а у самом граду ово је износило више од 25% укупне популације ако се урачунају и деца родитеља имиграната.
Град је основао краљ Харалд III Сигурдсон око 1048. године. Осло је настрадао у пожару 1624. године. Данско-норвешки краљ Кристијан IV је обновио град који је добио назив Кристијанија. Године 1925, град је вратио своје стари назив. Године 1952, у Ослу су одржане Зимске олимпијске игре.

## Порекло назива
О пореклу назива Осло постоји мало података, али је готово сигурно да је старонорвешког порекла. Претпоставља се да је дати назив био првобитни назив поседа на датом месту. Порекло имена Осло је недовољно јасно: -ло значи лука, док ос има више значења: партенон, ушће или страна брда.
Постоје претпоставке да је назив изведен од старонорвешке речи ливада међу брдима или 'света, божанска ливада.
Међутим, назив града се мењао. Тако је Данско-норвешки краљ Кристијан IV при обнови града даровао граду нови назив Кристијанија, у своју част. Године 1925, град је вратио своје стари назив Осло.

## Географија
Град Осло се налази у југоисточном делу Норвешке. Најближи главни град је шведски Стокхолм, удаљен 520 km источно.
У односу на веће градове у држави, Осло је удаљен 520 km источно од другог по величини Бергена, 500 km јужно од Трондхејма и 550 km источно од Ставангера.
Осло се налази на југозападној обали Скандинавског полуострва. Град се развио на дну истоименог Ословског фјорда, у невеликој равници уз море. Она је затворена од остатка копна планинама Нордмарка северно од града. Новији делови града пружају се по нижим брдима датих планина, па је град веома брдовит. Сходно томе, надморска висина града иде од 0 до 300 м надморске висине.
Осло се развио као морска лука на у дну истоименог Ословског фјорда, великог залива Скагерака, дела Северног мора. Залив није отворен ка мору, већ се ту налази 22 мања острва, од којих је највеће Малмеја. Ово је било важно по стратешки положај Осла као луке. Већи део градског приобаља данас је лука, а постоје делови везани за водене спортове. Истовремено, у градским границама постоје две мање реке (Акерселва и Ална), као и 343 мала језера. Од њих највеће је Маридалсванет, који је и највећи извор питке воде за западни део Осла.

### Клима
Клима у Ослу је умерено континентална са утицајем Атлантика и Голфске струје. Њу одликују благе зиме (од -1 до -7 °C) и хладнија лета (од 20 до 22 °C). Годишња количина падавина је 763 mm/m².
Дневна светлост варира у великој мери, од више од 18 сати усред лета, када ноћу никада не пада потпуно мрак, до око 6 сати усред зиме.
Најтоплији месец забележен је јула 1901. са средњом температуром од 22,7 °C, и највишим нивоом свих времена 35 °C такође забележеном у јулу 1901.
| Клима Осла                  | Клима Осла  | Клима Осла  | Клима Осла  | Клима Осла | Клима Осла  | Клима Осла  | Клима Осла  | Клима Осла  | Клима Осла  | Клима Осла | Клима Осла  | Клима Осла  | Клима Осла  |
| Показатељ \ Месец           | .Јан.       | .Феб.       | .Мар.       | .Апр.      | .Мај.       | .Јун.       | .Јул.       | .Авг.       | .Сеп.       | .Окт.      | .Нов.       | .Дец.       | .Год.       |
| --------------------------- | ----------- | ----------- | ----------- | ---------- | ----------- | ----------- | ----------- | ----------- | ----------- | ---------- | ----------- | ----------- | ----------- |
| Апсолутни максимум, °C (°F) | 13 (55)     | 15 (59)     | 18 (64)     | 26 (79)    | 30 (86)     | 34 (93)     | 35 (95)     | 34 (93)     | 27 (81)     | 23 (73)    | 14 (57)     | 13 (55)     | 35 (95)     |
| Средњи максимум, °C (°F)    | −1,8 (28,8) | −0,9 (30,4) | 3,5 (38,3)  | 9,1 (48,4) | 15,8 (60,4) | 20,4 (68,7) | 21,5 (70,7) | 20,1 (68,2) | 15,1 (59,2) | 9,3 (48,7) | 3,2 (37,8)  | −0,5 (31,1) | 9,6 (49,3)  |
| Средњи минимум, °C (°F)     | −6,8 (19,8) | −6,8 (19,8) | −3,3 (26,1) | 0,8 (33,4) | 6,5 (43,7)  | 10,6 (51,1) | 12,2 (54)   | 11,3 (52,3) | 7,5 (45,5)  | 3,8 (38,8) | −1,5 (29,3) | −5,6 (21,9) | 2,4 (36,3)  |
| Апсолутни минимум, °C (°F)  | −26 (−15)   | −25 (−13)   | −21 (−6)    | −16 (3)    | −4 (25)     | 1 (34)      | 4 (39)      | 2 (36)      | −4 (25)     | −11 (12)   | −16 (3)     | −24 (−11)   | −26 (−15)   |
| Количина падавина, mm (in)  | 49 (19,3)   | 36 (14,2)   | 47 (18,5)   | 41 (16,1)  | 53 (20,9)   | 65 (25,6)   | 81 (31,9)   | 89 (35)     | 90 (35,4)   | 84 (33,1)  | 73 (28,7)   | 55 (21,7)   | 763 (300,4) |
| Извор: World Weather        |             |             |             |            |             |             |             |             |             |            |             |             |             |

## Историја
У „Саги о норвешким краљевима“ Снор Стурласон наводи да је Осло основао краљ Харалд  Сигурдсон 1048. године. Међутим, дато подручје било је насељено још у време праисторије. Према последњим археолошким истраживањима пронађени су остаци хришћанских гробова од пре 1000. године. На основу ових сазнања Осло је прославило своју хиљадугодишњицу 2000. године.
Осло је постао главни град за време краља Хокона V, који је био први краљ који је стално пребивао у граду. Он је био започео градњу тврђаве Акерсхус. Век касније Норвешка је постала мањи учесник уније са Данском и Осло је изгубило своје значење престонице, преобразивши се у провинцијално управно средиште.
Током овог раздобља град је био више пута захватан пожарима. Осло је био посебно уништен у пожару 1624, па је град премештен. Нови град се поновно изградио, али на новом месту преко залива, одмах до тврђаве Акерсхус. Ову изградњу је провео краљ Кристијан IV, и дао је ново име Кристијанија.
Због запостављености и умањеног положаја у унији са Данском, Норвешка и Осло су се слабо развијали у свим погледима. Први факултет отворио се тек 1811. године. Управо је то био један од кључних разлога раскида уније са Данском 1814. године. Норвешка тада ступа у унију са Шведском, која јој даје велики степен аутономије. Овим се Осло, као новоуспостављена престоница, поново почиње развијати, многе знамените зграде граде се у Кристијанији: краљевска палата, скупштина, универзитет, народно позориште, берза. Током 19. века и напретка Норвешке, многи познати уметници и писци су оставили трага у Ослу: Хенрик Ибзен, Едвард Мунк, Кнут Хамсун и Сигрид Ундсет. Последња двојица писаца добила су Нобелову награду за књижевност. Године 1850, Осло је претекао Берген по броју становника и постало најмногољуднији град у Норвешкој, што се задржало и дан данас.
Норвешка је поново успоставила своју самосталност 1905. године, па Кристијанија постаје главни град. Граду је званично враћен стари назив Осло 1925. године. Током петогодишње окупације Норвешке (1940—45) од стране Трећег рајха Осло и његово становништво су више страдали у односу на друге градове у држави. Разлог овоме била је стратешка важност града.
Године 1952, у Ослу су одржане Зимске Олимпијске игре.
Последњих деценија Осло је један од градова са највишим квалитетом живота у целом свету, али је истовремено и један од најскупљих светских градова.

## Становништво
Данас Осло има преко 600 хиљада у градским границама, што је 3 пута више него пре једног века. Град са околним предграђима преко 900 хиљада, а у оквиру метрополитенског подручја Осла живи приближно 1/4 становништва Норвешке. Последњих година број становника у граду се повећава по годишњој стопи од близу 2%, а у случају предграђа ово је и више.
| Година | Становништво |
| ------ | ------------ |
| 1801.  | 9.500        |
| 1825.  | 15.400       |
| 1855.  | 31.700       |
| 1875.  | 76.900       |
| 1900.  | 227.900      |
| 1925.  | 255.700      |
| 1951.  | 434.365      |
| 1960.  | 471.511      |
| 1970.  | 487.363      |
| 1980.  | 454.872      |
| 1990.  | 458.364      |
| 2000.  | 507.467      |
| 2002.  | 529.407      |
| 2006.  | 538.411      |

Етнички састав: Становништво Осла је до пре пар деценија било било готово искључиво етнички норвешко. Међутим, бројни усељеници из страних земаља изменили су састав становништва. Тако данас етнички Норвежани чине око 72% градског становништва, а остатак су нови усељеници. Присутни су: Пакистанци (3,6%), Сомалијци (2,0%), Швеђани (2,0%), Пољаци (1,7%) и други.
Верски састав: Већина становника Бергена су припадници протестантске Цркве Норвешке. Други по броју су атеисти (14%), потом муслимани (11%).

## Привреда
Као и сви већи главни градови и Осло се по својој привреди махом ослања на терцијарни и квартерни сектор, односно на трговину, услуге, управу, пословање, банкарство, образовање и науку.
Град је посебно везан за привреду у области коришћења и истраживања мора, где је Осло међу први у свету. Тако Осло данас светски значајно поморско средиште, са огромном и веома савременом луком.
Са друге стране, некадашња индустрија и тежак саобраћај данас су махом измештени из Осла, што омогућује остварење високих еколошких стандарда градског живота.

### Саобраћај
Осло има најобимнији систем јавног превоза у Норвешкој, којим управља Рутер. Ово укључује метро у Ослу са пет линија, најобимнији метро на свету по становнику; шестолинијски трамвај у Ослу; и приградску железницу у Ослу са осам линија. Трамвајска пруга саобраћа у областима близу центра града, док метро, који пролази подземно кроз центар града, саобраћа до удаљенијих предграђа; ово укључује две линије које саобраћају до Берума и Прстенасту линију која води ка областима северно од центра. Осло је такође покривен аутобуском мрежом која се састоји од 52 градске линије, као и регионалних аутобуса за суседни округ Акерсхус.
Централна станица у Ослу делује као централно чвориште, и нуди железничке услуге већини већих градова у јужној Норвешкој, као и Стокхолму и Гетеборгу у Шведској. Аеродромски експрес воз саобраћа дуж брзе линије Гардермоен. Драменска линија пролази испод центра града у тунелу у Ослу.] Нека од градских острва и суседна општина Несоден повезани су трајектом. Дневне услуге крстарења саобраћају до Копенхагена и Фредериксхавна у Данској и до Кила у Немачкој.
Главни аеродром који опслужује Осло је аеродром Гардермоен, који се налази у Уленсакеру, 47 км од центра града Осла. То је главна међународна капија за Норвешку, и од 2021. године је рангиран као 23. најпрометнији аеродром у Европи. Осло такође користи секундарни аеродром, аеродром Торп, 110 км од града, који опслужује неке нискотарифне превознике.
Многи од аутопутева пролазе кроз центар и друге делове града кроз тунеле. Изградња путева је делимично подржана путем наплатног прстена. Главни аутопутеви кроз Осло су европски путеви Е6 и Е18. У Ослу постоје три обилазнице; 2 унутрашње улице су градске улице, а најудаљенији, Ринг 3, је брзи пут.
Осло је 2018. забранио све аутомобиле нерезидената у центру града. Осло је названо светском престоницом електричних возила, јер је 41% свих регистрованих аутомобила у општини потпуно електрични.] У септембру 2021. број електричних возила која су улазила у наплатни круг у Ослу био је већи од броја возила на фосилна горива. Велика количина електричних возила у Ослу може се приписати јефтинијим путаринама, без пореза на увоз возила, без ПДВ-а, бесплатном паркингу и приступу аутобуским тракама широм града.

## Знаменитости града
Осло је познат по свом очуваном старом језгру, али и по бројним „зеленим зонама“ града (паркови, алеје, парк-шуме), по чијем је уделу један од првих у свету. Окосница града је пешачка Улица Карла Јохана, око које се налази највећа концентрација знаменитости Осла.
Од грађевина потребно је издвојити:
- Краљевски дворац, из 19. века (1824—48),
- Саборна црква Христа Спаситеља, из 17. и 19. века,
- Скупштина (Storting), из 19. века,
- Државни универзитет — стари део, из 19. века (1841–1856.),
- Берза, из 19. века (1826—28),
- Позориште Кристијаније, из 19. века (1836—37).

Последњих деценија Осло постаје и стециште савремене архитектуре, па је последњих година подигнуто много нових четврти и велелепних „хајтек“ зграда. Посебно треба издвојити нову Градску оперу.

## Партнерски градови
- Антверпен
- Шангај
- Копенхаген
- Хелсинки
- Шлезвиг-Холштајн
- Рејкјавик
- Тел Авив
- Вилњус
- Ротердам
- Варшава
- Санкт Петербург
- Београд
- Стокхолм
- Лондон
- Њујорк
- Вашингтон
- Нук
- Торсхавн

## Галерија
- Народна скупштина (Storting)
- Савремено здање Градске опере
- Саборна црква Христа Спаситеља
- Народно позориште
- Холмеколен скакаоница
- Холмеколен скакаоница зими
- Ноћно клизање на леду у Ослу
- Стара поморска школа
- Бјервика
- Острво у заливу испред града

### Краљевске зграде
- Краљевски двор
- Краљевски двор — поглед отпозади
- Статуа краља Карла XIV Јохана од Шведске и Норвешке испред краљевског двора
- Замак Акер